# سیمینه
سیمینه شهری است در بخش سیمینهٔ شهرستان بوکان استان آذربایجان غربی ایران.
نام شهر سیمینه از رودخانهٔ سیمینه‌رود گرفته شده است. نام قبلی سیمینه، قره‌موسالی بود. سیمینه بین شهرهای بوکان و میاندوآب قرار گرفته است، و جادهٔ ترانزیتی از وسط آن عبور و شهر را به دو نیمهٔ شرقی و غربی تقسیم می‌کند؛ ضمن اینکه عبور رودخانهٔ سیمینه‌رود از ضلع غربی شهر نمای خاصی به شهر به‌ویژه در فصل بارندگی بخشیده است.
از جمله جاذبه‌های شهر، علاوه بر رودخانهٔ سیمینه‌رود، پارک شهر واقع بر روی تپهٔ منبع آب شرب سابق شهر می‌باشد، و نیز کوه‌های ساری بابا و بدری در سمت جنوب شرق و شرق شهر از زیبایی‌های شهر به‌شمار می‌روند.
در سال ۱۳۸۵ خورشیدی شهر سیمینه با جمعیت هزار نفر کم‌جمعیت‌ترین شهر استان آذربایجان غربی بود. در سال ۱۳۸۲ شهرداری در آن دایر گردید.
زبان مردم شهر سیمینه کُردی است و مسلمان سنی شافعی مذهب هستند.